# Torre Llobeta
La Torre Llobeta és una casa pairal tardogòtica situada al barri de Vilapicina i la Torre Llobeta del districte de Nou Barris de Barcelona, catalogada com a bé cultural d'interès local. Històricament ha estat coneguda també amb els nom de Mas Montaner i Can Basté de les Parets (no confondre amb Can Basté).

## Història
Les primeres referències documentals són del segle xv, quan pertanyia a la família Llobeta, que li donà nom. Al segle següent passà als Sapila, i es té notícia que el 1528 Bernat Sever Sapila va llegar la finca al seu primogènit Pere Àngel, establint-hi un fideïcomís. Això va originar una sèrie de litigis per la propietat: el 1631 passà a mans de Francesc d'Argençola i de Vilana, i el 1721 a Francesc de Sagarriga i Vera, II comte de Creixell. Després de la mort de Francesc de Sagarriga i de Queralt, IV comte de Creixell, i de les seves filles Maria Teresa i Maria Ignàsia de Sagarriga i de Pinós, la Torre Llobeta va passar a mans del seu germà Josep Antoni, canonge de la Seu, que la va fer restaurar entre el febrer i el juny de 1822 i la va llegar a Maria Àngela Basté, antiga serventa seva.
El 1832, Marià Borràs i Mezquita, natural de Morella i resident a València, va guanyar el litigi pel patrimoni dels Sagarriga (cognom que hagué d'adoptar) com a besnet de Joana de Sagarriga i Vera, esdevenint així VI comte de Creixell. A la seva mort el 1866, la propietat i el títol passaren al seu fill Marià Borràs i Pasqual, que també hagué d'adoptar el cognom Sagarriga. A causa de la distància, delegà l'administració de les seves propietats en un apoderat, que primer fou Pere Serrallonga i Cuní, i després, el seu gendre Josep Comas i d'Argemir (1838-1907). El 1877, aquest adquirí la Torre Llobeta mitjançant una permuta per a convertir-la en torre d'estiueig de la família, però també s'hi organitzaven tertúlies i vetllades literàries, en les quals hi participava assíduament el poeta Joan Maragall.
Com a mestre d'obres, Comas treballava per a la Societé des Tranways de Barcelona a San Andrés et Extensions SA (TBSAE), i s'encarregà del disseny del traçat del tramvia de Barcelona a Horta, que discorria per l'actual passeig de Maragall. Això el va portar a desviar-ne el recorregut a l'alçada de la Torre Llobeta, afectant la masia de Can Bartra, que fou enderrocada. També amplià les seves propietats amb la compra de terrenys de la Torre dels Pardals i de Can Sabastida per a crear-hi una nova urbanització, però morí el 1907 quan només n'havia venut vuit parcel·les. El 1910, els seus fills Santiago i Lluís aconseguiren per reial ordre la unió dels dos cognoms del pare en un de sol, i així passaren a dir-se Santiago i Lluís Comas d'Argemir i Serrallonga.
A la primera dècada del segle xx, l'arquitecte municipal Pere Falqués feu algunes actuacions a la Torre Llobeta, instal·lant-hi alguns dels arcs gòtics de la façana, procedents d'altres construccions. El 1928, en plena dictadura de Primo de Rivera, Santiago Comas d'Argemir i Serrallonga vengué els antics terrenys agrícoles que envoltaven la casa pairal a la Junta Mixta de Urbanización y Acuartelamiento de Barcelona, formada pel Ministeri de l'Exèrcit i l'Ajuntament de Barcelona, amb la intenció inicial de construir-hi una caserna. Tanmateix, aquest projecte no es va portar a terme, i el 1933, ja durant la II República, el ministeri proposà el traspàs de la finca a l’Ajuntament. Aquest hi planificà la creació d'un gran parc municipal, però les reivindicacions veïnals forçaren que el juliol del 1936 s'acceptés la construcció d'una escola per al barri. Durant la Guerra Civil Espanyola, la casa pairal fou confiscada i utilitzada com a seu del comitè revolucionari del barri.
El 1948, el Patronat Municipal de l'Habitatge començà la construcció d'un polígon d'habitatges al voltant de la Torre Llobeta, que seria ocupat a partir del 1952 arran del desallotjament i destrucció de barraques per a la celebració del XXXV Congrés Eucarístic Internacional a la ciutat.
El 1961, Santiago Comas d'Argemir demanà el permís d'obres per a rehabilitar la casa pairal, però l'Ajuntament l'hi denegà amb l'excusa que era de propietat municipal, tot i que una sentència de maig del 1963 va donar la raó a la família. El febrer del 1964, l'Ajuntament aprofità per a declarar la masia en estat de ruïna i va anunciar que recorreria la sentència. A partir del 1969, hi inicià una sèrie de petites actuacions de rehabilitació que s'allargaren fins al 1978. El 1980 redactà un informe en què acusava els veïns d'envair la propietat i de robar-hi objectes, insistint en que era de propietat municipal. El 26 d'abril del 1981, l'Associació de Veïns ocupà la Torre Llobeta i s'hi instal·là fins al 1983, quan foren expulsats per la Guàrdia Urbana. El 18 de desembre d'aquest any s'hi va inaugurar el centre cívic, i el 15 de gener del 1986, la biblioteca a la segona planta.
El litigi per la propietat continuà fins que una nova sentència judicial va donar la raó a Concepció Comas d'Argemir i Argüello, filla de Santiago Comas d'Argemir i Carreras i Maria Argüello i Sáenz, condemnant l'Ajuntament a pagar-li un lloguer. Com a resposta, aquest va iniciar un expedient d'expropiació que s'allargà fins al 2020.

## Descripció

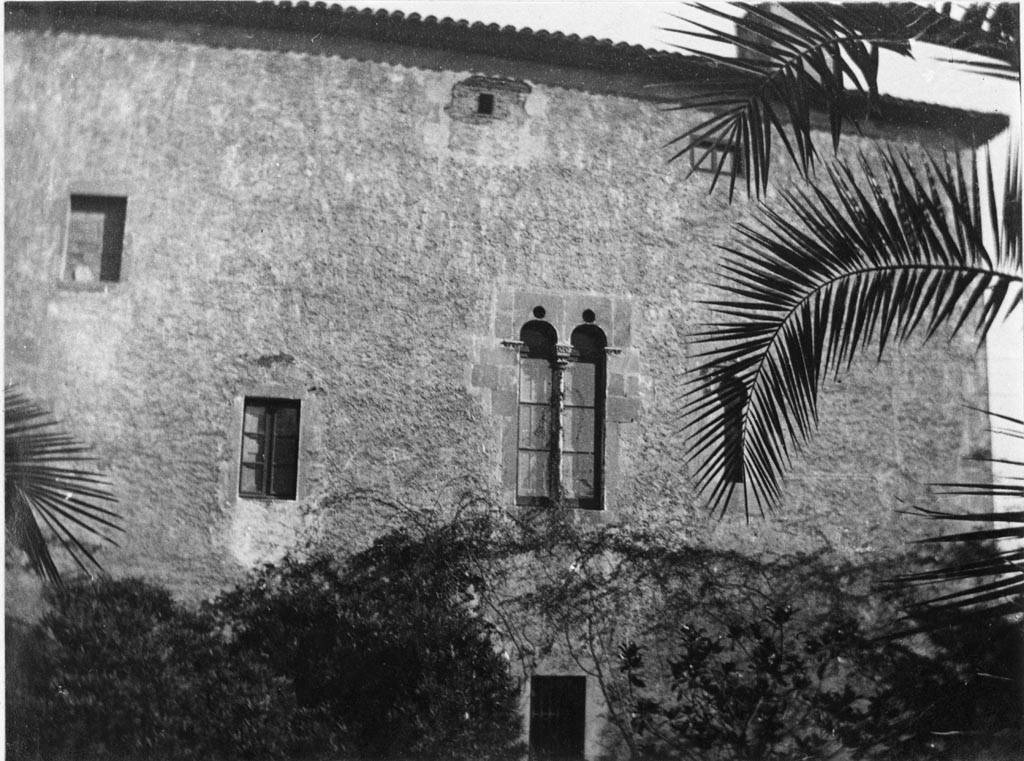
Vista parcial de la Torre Llobeta entre 1926 i 1928

Es tracta d'un edifici aïllat de planta baixa, pis i golfes sota una teulada de quatre vessants. Disposa d'un antic accés principal orientat a la plaça de la Torre Llobeta i un accés secundari (avui principal) vers el carrer de Santa Fe. Aquests menen al pati central, al voltant del qual s'organitzen les diverses estances que formaven el mas i que conté l'escala noble.
Les façanes estan íntegrament revestides, a excepció d'alguns panys de mur i de les cadenes d'angle, acabats amb carreus de pedra regular. Les obertures, realitzades també amb pedra de Montjuïc, presenten una distribució irregular i responen a diferents tipologies. Així, a la planta baixa hi ha portals adovellats de mig punt, convinats amb finestres rectangulars i finestrals conopials. La primera planta o principal mostra uns finestrals de caràcter més monumental, a base d'arcs conopials ornats amb traceries, finestres bífores amb mainell de pedra i una particular espitllera coronada per un arc depassat. Pel que fa les golfes, hi ha petites finestres quadrangulars i una solana d'origen barroc en forma de galeria d'arcs de mig punt realitzades amb maonet al sardinell. Les quatre façanes queden rematades amb una cornisa feta de teules i elements ceràmics que recullen el perfil de la teulada que cobreix l'edifici.
A l'interior, molt modificat a causa de l'abandó i la posterior reconversió en dependències públiques, conserva algunes portes de pedra originals, entre les quals destaquen els portals adovellats del pati central.

### Polígon de la Torre Llobeta
Està delimitat pel passeig de Maragall, els carrers d'Amílcar i de Cartellà i l'avinguda dels Quinze. Fou projectat per l'arquitecte J. Jiménez Solà com un conjunt de blocs amb patis interiors agrupats en quatre illes de cases, separades en grups de dos per una gran plaça enjardinada, amb la casa pairal i l'escola Joan Maragall (avui Institut Manuel Carrasco i Formiguera), construïda el 1960.